# Preference (ekonomie)
V ekonomii a jiných společenských vědách je preferencí pořadí, které osoba (agent) dává alternativám na základě jejich relativní užitečnosti, což je proces, jehož výsledkem je optimální „volba“ (ať už skutečná nebo teoretická).
Namísto cen zboží, osobního příjmu nebo dostupnosti zboží je charakter preferencí určen čistě podle vkusu člověka. Od osob se však i nadále očekává, že budou jednat ve svém nejlepším (tj. Racionálním) zájmu. 
Pomocí vědecké metody se sociální vědci snaží modelovat, jak lidé dělají praktická rozhodnutí za účelem testování předpovědí o lidském chování. Ačkoli ekonomy obvykle nezajímá, co způsobuje, že člověk má určité preference, zajímá je teorie výběru, protože poskytuje pozadí empirické analýze poptávky.